# Glyphomerus
Glyphomerus is een geslacht van vliesvleugeligen uit de familie Torymidae. De wetenschappelijke naam van dit geslacht is voor het eerst geldig gepubliceerd in 1856 door Förster.

## Soorten
Het geslacht Glyphomerus omvat de volgende soorten:
- Glyphomerus aylax Stojanova, 2005
- Glyphomerus carinatus Nikol'skaya, 1952
- Glyphomerus europaeus (Erdös, 1957)
- Glyphomerus flavabdomen Zerova, 2008
- Glyphomerus isosomatis Zerova & Seryogina, 1999
- Glyphomerus montanus Zerova & Seryogina, 1999
- Glyphomerus parvulus Zerova & Seryogina, 2000
- Glyphomerus stigma (Fabricius, 1793)
- Glyphomerus tibialis Förster, 1856